# KV Mechelen
A KV Mechelen egy Mechelenben játszó belga labdarúgócsapat. A klub színei piros és sárga (a város színei szerint), a stadionja a Veoliastadion Achter de Kazerne: a stadion egy lebontott kaszárnya („Kazerne”) mögött áll, Veolia a klub legnagyobb támogatója. A legfontosabb eredményei között négy belga bajnoki cím, az 1988-as Kupagyőztesek Európa-kupája és az 1988-as UEFA-szuperkupa. 2007 óta játszik a belga élvonalban.

## Története
Mechelenben 1904-ben két klubot alapították: a szabadelvű KRC Mechelent és a katolikus FC Malinoist, amit 1906-ban regisztrálták a belga labdarúgás szövetségéhez. A riválisa Racing már 1910-ben sorolta az élvonalba, az FC Malinoisnak csak 1921-ben sikerült.
Ezekben az években az FC Malinois liftcsapattá vált: 1922-ben másodosztályba került, 1924-ben előrelépett, 1925-ben megint másodosztályba került, 1926-ban rögtön előrelépett, 1927-ben harmadszor másodosztályba került, végre 1928-ban visszajött és 1956-ig az élvonalban maradt. Eközben, belga primőrként, 1924-ben alapították meg a szurkolók föderációját, a szurkolói csoportok csúcsszervezete.
1929-ben a klub a 25 éves fennállása tiszteletére a királyi (franciául Royal)  címet szerezte. Az első csúcsszezonja 1930-1931 volt, amikor az RFC Malinois második helyen végzett. A klub az első bajnoki címét 1943-ban szerezte meg, evvel kezdődött a klub első aranykora. 1946-ban és 1948-ban megint aranyéremmel végezte a szezont. Az 1950-es, 1960-as és 1970-es években rosszabbul szerepelt a klub: 1956-ban, 1963-ban, 1969-ben és 1977-ben másodosztályba került (miközben 1962-ben, 1965-ben és 1971-ben visszajött az élvonalba). A belga kupában sem diadalmaskodtak: csak egyszer – 1967-ben – a döntőben játszott, amit a Standard de Liège győzött.
1970-ben teljesen flamandra fordították a klub nevét: KV Mechelen lett az új neve. Először ez nem hozott új sikereket, hanem John Cordier vezetése alatt a liftcsapat egy európai csúcscsapattá lett. 1983-ban másodosztályú bajnokcímet szerzett és előrelépett az első osztályba. Már 1987-ben második helyen végzett (az RSC Anderlecht után) és kupagyőztes lett. 1988-ban megint másodsorban végezte a szezont, az európai kupákban pedig mindenkit megleptek: debütálóként Strasbourgban nyerték a Kupagyőztesek Európa-kupáját a hollandi Ajax Amsterdam ellen. A második aranykora kezdődött: 1989-ben nyerték az UEFA-szuperkupát (PSV Eindhoven ellen és a belga bajnokságot (40 év az utolsó győzelem után), a KEK-ban pedig az olasz UC Sampdoria legyőzte a KV Mechelent a másoddöntőben. 1990-ben a klub harmadsorban végezte a bajnokságot és elveszte a Bajnokcsapatok Európa-kupája negyeddöntőt AC Milantól. 1991 hozta a második helyt és egy vereséget a belga kupa döntőben. A döntőt 1992-ben is elérték (és elveszték), míg a bajnokságot negyedik helyen végezték. Mecénása John Cordier, vállalata problémai miatt, befejezte az együttműködést és ezután KV Mechelen megint liftcsapattá vált. A klub 1997-ben másodosztályba , 1999-ben élvonalba, 2001-ben megint másodosztályba és 2002-ben újra feljutott az élvonalba.
2002-ben pedig KV Mechelen súlyos pénzügyi problémákba ütközött.  Az adósságok felhalmozódtak és csak azért nem törölte a belga labdarúgás szövetsége a KV Mechelent a tagok sorából, mert a szurkolók több mint 2,5 millió eurót összegyűjtettek (6,3 milliárd forintot). A mentés csúcsszervezete neve „Red KV Mechelen” volt, azaz „Mentsetek KV Mechelent”. A klubot nem törölték, de nekik nem volt licence a következő szezonra, így harmadosztályban kellett indulniuk. Most a szurkolók birtokában, a csapat új neve „Yellow-Red KV Mechelen” lett, egy szójáték a klubszíneivel (piros-sárga).
Elég furcsa, de a klub harmadosztályban népszerűbb volt, mint az előző szezonokban az élvonalban: rendszeresen több mint 6500 néző volt a kaszárnya után nevezett Achter de Kazerne stadionban. Gyorsan jobb osztályokba került: 2005-ben bajnok lett és másodosztályba jutott fel, két évvel ezelőtt második helyt szerzett és egy négyklubos döntőben Antwerp FC-vel, KV Kortrijkkel és Lierse SK-vel küzdött a előrelépésért. Ebben a hat meccsben ötször nyertek és egyszer döntetlen elértek. A mostani szezonban (2007-2008) megint élvonalban játszik a KV Mechelen, az ötödik legnagyobb nézőszám előtt.

## Névváltoztatásai
- 1904: FC Malinois (franciául mecheleni labdarúgócsapat)
- 1929: Royal FC Malinois (+ franciául Királyi)
- 1952: Koninklijke FC Malinois (flamandul királyi)
- 1970: KV Mechelen (flamandul királyi mecheleni labdarúgócsapat)
- 2003: Yellow-Red KV Mechelen (+ angolul piros-sárga)

## Sikerek
Jupiler League
- Bajnok (4): 1942–43, 1945–46, 1947–48, 1988–89

Challenge League
- Győztes (7): 1925–26, 1927–28, 1962–63, 1982–83, 1998–99, 2001–02, 2018–19

Third Division
- Győztes (1): 2004–05

Belga Kupa
- Győztes (2): 1986–87, 2018–19

Kupagyőztesek Európa-kupája
- Győztes (1): 1987–88

UEFA-szuperkupa
- Győztes (1): 1988

Egyéb
- Egyszer lett mecheleni játékos a belga gólkirály
  - Albert De Cleyn (1942)

- Háromszor választottak mecheleni játékost a legjobb belga játékosnak
  - Michel Preud’homme (1987, 1989)
  - Lei Clijsters (1988)

## Jelenlegi keret
2019. január 21-i állapotnak megfelelően.
| #  |     | Poszt | Név                |
| -- | --- | ----- | ------------------ |
| 1  | BEL | K     | Bram Castro        |
| 2  | BEL | V     | Jules Van Cleemput |
| 3  | NED | V     | Lucas Bijker       |
| 4  | BEL | V     | Seth De Witte      |
| 5  | NED | V     | Arjan Swinkels     |
| 6  | COL | V     | Germán Mera        |
| 7  | BEL | KP    | Tim Matthys        |
| 8  | BEL | KP    | Onur Kaya          |
| 10 | BEL | CS    | Igor de Camargo    |
| 11 | BEL | CS    | Nikola Storm       |
| 12 | BEL | K     | Sofiane Bouzian    |
| 13 | BEL | KP    | Joachim Van Damme  |
| 14 | BEL | V     | Maxime De Bie      |

| #  |     | Poszt | Név              |
| -- | --- | ----- | ---------------- |
| 16 | BEL | KP    | Rob Schoofs      |
| 17 | BFA | KP    | Trova Boni       |
| 20 | SWE | CS    | Gustav Engvall   |
| 21 | FRA | CS    | Clément Tainmont |
| 22 | BEL | V     | Alexander Corryn |
| 23 | BIH | CS    | Milan Savić      |
| 27 | BEL | V     | Laurent Lemoine  |
| 28 | BEL | K     | Arno Valkenaers  |
| 29 | CIV | CS    | William Togui    |
| 33 | BEL | KP    | Gaétan Bosiers   |
| 34 | NED | K     | Michael Verrips  |
| 36 | BEL | CS    | Mathieu Cornet   |
| -- | FRA | V     | Thibault Peyre   |

## Híres játékosai
- Philippe Albert
- John Bosman
- Lei Clijsters
- René Eijkelkamp
- Eszenyi Dénes
- Dave de Jong
- Erwin Koeman
- Eli Ohana
- Michel Preud’homme
- Graeme Rutjes
- Urbán Flórián
- Eric Viscaal

## Külső hivatkozások
- http://www.kvmechelen.be – Hivatalos honlap (flamandul, franciául, angolul)
- http://www.malinwa.be – Hivatalos szurkolók föderációja Malinwa (flamandul)